# Manuel Ripoll
Manuel Ripoll (Alicante, 1934-8 de junio de 2021) fue un realizador de televisión español.

## Biografía
Tras licenciarse en Derecho, se incorpora a Televisión Española en 1959. En la cadena pública española desarrolla la mayor parte de su carrera profesional. En sus comienzos ejerció como regidor para pasar después a ayudante de realización y finalmente realizador.
A lo largo de las décadas de 1960 y 1970 dirige numerosas obras de teatro en espacios dramáticos de TVE, especialmente en el clásico Estudio 1. Además estuvo al frente de algunas de las series más populares del momento como Habitación 508 (1966), con guiones de Adolfo Marsillach, ¿Es usted el asesino? (1968), con Narciso Ibáñez Menta, Tengo un libro en las manos o El señor Villanueva y su gente (1979).
De aquella época debe también destacarse su labor como realizador en muchas de las emisiones de programas emblemáticos como Cesta y puntos o El gran circo de TVE.
Entrada ya la década de 1980, tras rodar la comedia de discretos resultados Don Baldomero y su gente (1982), su trabajo más destacado fue la serie Tristeza de amor (1986), protagonizada por su entonces esposa, la actriz Concha Cuetos. Finalmente, en 1994 dirigió la comedia Villa Rosaura, protagonizada por Rosa María Sardà.
Es padre de la dramaturga y directora teatral Laila Ripoll.